# Jendrik Sigwart
Jendrik Sigwart (Hamburgo, 27 de agosto de 1994) é um cantor e compositor alemão.

## Biografia
Jendrik Sigwart nasceu em Hamburgo e tem quatro irmãos. Na adolescência aprendeu a tocar o piano e o violino, na Universidade de Osnabrück tirou o curso de música e durante os anos na faculdade apareceu em vários musicais na Alemanha tais como: My Fair Lady, Hairspray e Peter Pan. Jendrik compões as suas próprias músicas e as mesmas são publicadas no YouTube tendo o ukelele como instrumento principal.
A 6 de fevereiro de 2021, Jendrik foi selecionado internamente para a representação da Alemanha na Eurovisão de 2021 em Roterdão, com a canção «I Don’t Feel Hate», composta por ele mesmo.